# Hirudisoma pallidum
Hirudisoma pallidum är en mångfotingart som beskrevs av Fanzago 1875. Hirudisoma pallidum ingår i släktet Hirudisoma och familjen Hirudisomatidae. Inga underarter finns listade i Catalogue of Life.